# Hans Hedtoft
Hans Christian Hedtoft Hansen (21. dubna 1903, Aarhus – 29. ledna 1955, Stockholm) byl dánský politik, představitel dánské sociální demokracie, jejímž byl v letech 1939–1955 předsedou. V letech 1947-1950 a 1953-1955 byl premiérem Dánska. Roku 1945 byl krátce též ministrem práce a sociálních věcí.
Byl jedním z hlavních konstruktérů dánské verze sociálního státu, založeném na značném progresivním zdanění. Po pokusech vytvořit spolu s dalšími skandinávskými státy Skandinávskou obrannou unii se přiklonil k NATO, k jehož zakladatelům patřil. Zemřel ve funkci premiéra, když ho na zasedání Severské rady postihl srdeční záchvat.